# بريغز غوردون
بريغز غوردون (بالإنجليزية: Briggs Gordon)‏ هو مقدم تلفزيوني أمريكي، ولد في 29 يوليو 1949، وتوفي في 12 فبراير 1988 في إيفانسفيل في الولايات المتحدة.